# Anne Barnard
Lady Anne Barnard (Balcarres House, 12 dicembre 1750 – Londra, 6 maggio 1825) è stata una scrittrice e socialite scozzese.

## Biografia
Anne Barnand nacque a Balcarres House, nel Fife, prima dei novi figli di James Lindsay, V conte di Balcarres, e della moglie Anne Dalrymple. Fu un'apprezzata pittrice ad olio, ma la sua fama è legata soprattutto alla ballata Auld Robin Gray, che scrisse intorno al 1772. La ballata fu poi musicata da William Leeves, pubblicata anonimamente nel 1783 e portata alla fama da Walter Scott nel 1823.
Nel 1793 si trasferì a Londra, dove conobbe e sposò Andrew Barnard. Nel 1797 si trasferì con il marito a Cape Town in seguito all'invasione della Colonia del Capo e nei cinque anni in cui visse in Sudafrica si affermò non solo come popolare socialite, ma anche come prolifica scrittrice di lettere, rimaste fondamentale testimonianza dei costumi e della società locale. Questa raccolta di lettere sarebbero stata pubblicata nel 1901 con il titolo South Africa a Century Ago. Allo scadere del mandato amministrativo nel gennaio 1802, i Barnard tornarono a Londra; mentre Andrew sarebbe tornato in Sudafrica nel 1806, ove sarebbe morto l'anno seguente, Anne Barnard rimase a Londra fino alla morte nel 1825.